# SSSS.GRIDMAN
『SSSS.GRIDMAN』（グリッドマン）は、2018年10月7日（6日深夜）から12月23日（22日深夜）にかけてWOWOW・TOKYO MXほかにて放送された日本のテレビアニメ作品。
本作品は1993年から1994年にかけて放送された円谷プロの特撮ドラマ『電光超人グリッドマン』を原作とする完全新作アニメーションであり、日本アニメ（ーター）見本市で『電光超人グリッドマン boys invent great hero』を手がけたTRIGGERがアニメーション制作を担当する。
本放送終了後もメディアミックスが行われ、2021年からは同じく『グリッドマン』を原作とする完全新作アニメーション第2弾『SSSS.DYNAZENON』とともに、様々な媒体で作品を押し出す『GRIDMAN UNIVERSE』の展開が発表された。2023年3月24日には本作品のキャラクターが登場する完全新作劇場版『グリッドマン ユニバース』が公開された。

## 製作
| 原作                         | 『電光超人グリッドマン』                                                                                   |
| 監督                         | 雨宮哲 |
| 助監督                       | 金子祥之                                                                                                   |
| 脚本                         | 長谷川圭一                                                                                                 |
| キャラクターデザイン         | 坂本勝 |
| サブキャラクターデザイン     | 中村真由美                                                                                                 |
| グリッドマンデザイン         | 後藤正行                                                                                                   |
| アシストウェポンデザイン     | 野中剛 |
| アレクシスデザイン           | コヤマシゲト                                                                                               |
| ジャンクデザイン             | 三宮昌太                                                                                                   |
| 怪獣デザイン                 | - 西川伸司、丸山浩 - 板野一郎、山口修 - 前田真宏                                                           |
| ヒロイック作画チーフ         | 牟田口裕基                                                                                                 |
| 3DCG監督                     | 宮風慎一                                                                                                   |
| 3DCG制作                     | グラフィニカ                                                                                               |
| 美術監督                     | 渡辺幸浩                                                                                                   |
| 美術設定                     | 西海賢嗣                                                                                                   |
| 色彩設計                     | 武田仁基                                                                                                   |
| 撮影監督                     | 山本弥芳                                                                                                   |
| 編集                         | 吉武将人                                                                                                   |
| 音楽                         | 鷺巣詩郎                                                                                                   |
| 音楽制作                     | ポニーキャニオン                                                                                           |
| 音響監督                     | 亀山俊樹                                                                                                   |
| 音響効果                     | 森川永子                                                                                                   |
| 音楽プロデューサー           | 鎗水善史、田井モトヨシ                                                                                     |
| プロデューサー               | - 渡部祐樹、麻生智義 - 小野幹雄、伊藤裕史 - 長澤秀尚、市井美帆 - 亀井博司、宇佐義大 - 宮城惣次、大和田智之 |
| ラインプロデューサー         | 竹内雅人                                                                                                   |
| アニメーションプロデューサー | 舛本和也                                                                                                   |
| 企画協力                     | 渋谷浩康                                                                                                   |
| アニメーション制作           | TRIGGER |
| 製作                         | 「GRIDMAN」製作委員会                                                                                      |

### 企画経緯
本作品の企画は、雨宮哲が『boys invent great hero』を発表する以前に、別企画で「ウルトラシリーズ」のアニメ化を円谷プロに打診したことに端を発する。雨宮は当初、『ウルトラゾーン』の特撮ドラマのようなコメディや『ULTRAMAN』の映像化を考えていたが、円谷プロから「ウルトラシリーズ」のアニメ化は難しいという返答を受ける。その代わりに、「『グリッドマン』や『アンドロメロス』ならば貸し出せる」という提案を受けた雨宮は、リアルタイムでの視聴経験があり、設定がアニメーション作品と親和すると考え、本作品の制作に至った。

### スタッフィング・キャスティング
スタッフには、原作で制作進行だった渋谷浩康が企画監修、音響効果だった森川永子が引き続き同役として参加する。脚本には、円谷プロ側が提示した候補から長谷川圭一が選ばれた。起用の経緯について雨宮は、玩具展開を視野に入れた脚本の執筆経験のほか、長谷川が構成を手がけた『ウルトラマンギンガ』の構図が偶然グリッドマンに似ていることもあり、その要素を脚本に落とせる人物として長谷川に白羽の矢が立ったことを述べている。
デザイン面では、渋谷の計らいで、グリッドマンデザインの後藤正行、怪獣デザインの西川伸司など、過去に「ウルトラシリーズ」に携わった経験のあるデザイナーが多数起用されている。さらに、雨宮のオファーで、玩具デザイナーの野中剛がアシストウェポンのデザイナーとして参加しているほか、TRIGGERの坂本勝がキャリア初となるキャラクターデザインを担当し、主要な敵役であるアレクシスデザインとしてコヤマシゲトが起用されている。
主要キャストは基本的にテープオーディションとスタジオオーディションによって選考された。このうち、グリッドマン役に限っては原作と同様に緑川光に担当してもらいたいとする意見がスタッフ側から自然に生じたため、直接オファーするかたちで緑川がキャスティングされている。

### 作風・設定
本作品では、従来の特撮ファン向けのリメイクではなく、特撮を知らないアニメファンが、原作のグリッドマン、ひいては「ウルトラシリーズ」などの特撮を知る入口となる作品にすることが企画当初より重要視されている。そのため、3人組の主人公グループや身近にいる敵など原作のフォーマットを継承しつつも、世界観およびグリッドマン以外の登場人物やメカは原作から一新された。加えて、美少女やロボット物などのアニメならではの要素が意識的に取り込まれている。
ストーリー制作は、雨宮が想定した架空のマーチャンダイジングをベースに、パワーアップ回や最終回までの流れを構想したうえで具体的な世界観作りが開始された。玩具タイアップ番組と同様の制作方法が取られた理由としては、縛りを設けないとありきたりなアニメーション表現になる可能性を雨宮が憂慮したことによる。当初、雨宮はSF色の強い物語や深夜アニメ色の強い物語などを検討していたが、原作の特徴だった「人から生まれる怪獣」の要素が欠けていたことを受けて再検討した結果、原作の続編企画『電撃超人グリッドマンF』を活かしたプロットが新たに考案された。最終的には初期案の要素や長谷川の「現実世界に見えていた世界は実は電脳世界であった」とするアイデア、さらには原作ファンの視線も織り込むかたちで各種設定が掘り下げられた。実際の脚本書きでは、スタッフ全員が原作に精通していると作品が小ネタで埋まりかねないことを危惧し、原作と同じ重要アイテムが登場する回以外は原作を見直さないようにすることが長谷川にオーダーされている。また、アニメファンが観やすいように、劇中ではグリッドマンの戦闘描写だけでなく、主人公たちの高校生活やキャラクター関係の掘り下げにも力が入れられている。

### デザイン
キャラクターデザイン
メインキャラクターに関して、坂本と雨宮は当初、特撮のアニメ化からは離れたいとしつつも、メカニックデザインとの落差を気にした結果、記号がなくなったことに悩んでいたところで、コヤマの「坂本が好きなものを入れた方がよい」というアドバイスを受けたと語っている。結果、坂本が雨宮と共通で好きな玩具の要素がテーマカラーや体型として反映され、最終的には現代のアニメ誌に載っても不自然ではないものにデザインされた。サブキャラクターは、雨宮が設定した詳細な人物像を元に描き起こしが行われ、実在の有名人や別のTRIGGER作品のキャラクターも参考にしつつデザインされている。
グリッドマンデザイン
グリッドマンのデザインは、若いTRIGGER社員から意見を募りつつ現代風のアレンジが加えられ、最終的に胸部のトライジャスターが封印された状態ながらも、一目でグリッドマンと分かるようなデザインになるようにデザインされた。カラーリングは原作を意識した配色と青系の配色の2案が提出され、最終的に前者が通常形態、後者が最適化前の姿として登場する方向となった。最終回に登場する原作のグリッドマンはこの後藤のデザインを元に3DCGではなく手描きで描画されており、頭身や各部のサイズが調整されている。
アシストウェポン・合体超人
アシストウェポンは、雨宮のラフ画を参考に商品化を想定したデザインがなされ、玩具のような作りにしてほしいという雨宮のオーダーから、パーツのジョイント部やシールのようなカラーリングなどが省略されず描かれている特徴をもつ。また、デザイン段階では最終回で電光超人グリッドマンが登場することを野中は知らされていなかったため、知っていれば別の物になっていたと語っている。
さらに合体超人は、「ウルトラシリーズ」のタイプチェンジをモデルに部位ごとの強化が念頭に置かれ、フルパワーグリッドマンのデザインから逆算する形でほかの形態やアシストウェポンが構想されている。
怪獣デザイン
本作品の怪獣は、ハリウッド映画に登場するようなクリーチャーではなく、実際の着ぐるみやソフビ人形を意識してデザインされている。これは、作品のコンセプトであるアニメで特撮的な絵作りを実現すると同時に、本作品の怪獣が人間の感情に由来する非生物であり、内部には人の意志が存在しているということを表現する狙いがあるとされる。デザインの手順はラフ画やモチーフ、登場話数だけをデザイナーに伝え、後は各人の解釈に任すかたちで具体的な描き起こしがおこなわれている。

### 作画・演出
本作品では上述の特撮的な絵作りを実現するために、「ウルトラシリーズ」で用いられた効果やカメラワークの再現が絵コンテの段階で指示されている。作画面では、通常の作画監督に加えて、電柱を専門に描く電柱作画や、戦闘の作画を専任とするヒロイック作画監督など、スタッフが細分化されている。
特にヒロイック作画は、チーフの牟田口裕基があらかじめ考案した手描きアニメーション用の設定をもとに、BL影やDN作画、線の省略といった「勇者シリーズ」に見られた表現技法が取り入れられており、戦闘シーンにケレン味を出す工夫が行われている。これには、同シリーズを手がけた大張正己の作画スタイルへの憧れから、エポック的な存在である大張へのラブレター的な面も含まれている。
また、怪獣の作画では表情に変化を付けない、3Dモデルの関節部をあえて使わないなどの方針により、着ぐるみの動きの再現が志向されている。このほかにも作画スタッフのアイディアとして、劇中の随所に原作や円谷プロの作品に関連する事物がオマージュや小物として盛り込まれている。
演出はTRIGGERの若手演出スタッフが中心となって担当しており、原作放送時の演出が2018年にどこまで許容されるのか考慮しつつバランス調整が行われている。一方、アクションパートなどの要所を押さえておけば、ドラマパートは新しい表現に挑戦することが推奨されており、他作品では行うことが難しい実験的な演出が行われている。

### 音楽・音響
本作品の劇伴音楽は、円谷プロ作品に初参加となる鷺巣詩郎が担当する。制作は、作品が1クールで、かつ多数のメロディを作ると視聴者の印象が取っ散らかることを考慮して、まずモチーフを3つに絞り、次いでオーケストラ調やデジタルポップ風などにアレンジする形で行われている。加えて、劇中では雨宮が選曲した学校唱歌が、登場人物たちの日常生活の場となる高校の雰囲気を強める目的で使用されている。また、原作の主題歌や挿入歌も使用されており、さらにはポニーキャニオンのプロデューサーが同時期放送の『ウルトラマンR/B』に携わっていた縁で同作品の楽曲も使用されている。

### プロモーション
2017年6月3日にロサンゼルスで開催された「AnimeExpo2017」にて、TRIGGERが新作アニメのひとつとして『グリッドマン』のアニメ化を発表。同年12月2日、幕張メッセで開催された「東京コミコン2017」で正式なタイトルや主要スタッフ、放送時期、グリッドマンの声を原作から引き続き緑川光が担当することが発表された。さらに翌2018年3月に東京ビッグサイトで開催された「AnimeJapan2018」では、残りの主要キャストが発表された。
本放送終了直後には、2019年にWebアニメとして配信される運びとなった『ULTRAMAN』とのコラボレーションCMが公開された。

## 反響

### 批評
「ウルトラシリーズ」の監督である田口清隆は、アニメにおける実写ミニチュア特撮に寄せた演出が特撮好きの心を鷲掴みにすると評した。その上でアニメならではの描写も含めて本作品を「怪獣映画は実写特撮のモノであると思い込んでいた頭を完全にひっ叩かれた作品」と称し、特撮スタッフと共に発奮した旨を語っている。

### ランキング・受賞
ニコニコ動画が2018年秋（10月 - 12月）放送のアニメを対象に実施した「アニメ総選挙2018秋」では、2位にランクイン。さらに2018年中に放送・配信されたアニメ作品が対象となる「アニメ総選挙2018年間大賞」では、8.98パーセントの得票を獲得し2位となった。
2019年には、第50回星雲賞メディア部門を受賞した。2020年には第23回文化庁メディア芸術祭アニメーション部門にて、審査委員会推薦作品に選ばれている。

## あらすじ
響裕太はある日、クラスメイトの宝多六花の家の前で倒れ、自分の名前を含めたあらゆる記憶を忘却した状態で目覚める。混乱する裕太は、六花の家が営むジャンクショップに置かれていた古いパソコン・ジャンクから呼びかけるハイパーエージェントグリッドマンより、自身の使命を果たすように諭される。
裕太は戸惑いながらも日常生活に戻るが、街に謎の怪獣が現れたとき、グリッドマンに導かれるまま彼と合体して怪獣を撃破する。かくして裕太は、六花や友人の内海将とグリッドマン同盟を結成することとなり、謎の存在アレクシス・ケリヴの力を借りて怪獣を生み出すクラスメイトの新条アカネと対峙する。

## 登場人物

### グリッドマン同盟
響 裕太（）
声 - 広瀬裕也
本作品の主人公。都立ツツジ台高等学校1年E組に在籍する赤髪の少年。身長160センチメートル、体重52キログラム、2003年1月8日生まれで、血液型はAB型。トレードマークは特徴的な模様のスニーカー。自分の名前を含むすべての記憶がない状態で目を覚まし、グリッドマンに導かれるがまま怪獣と戦うことになる。温厚かつ控えめな性格だが、戦いのなかで怪獣被害を食い止めることは自分だけしかできないと強く認識するようになり、アカネの正体やアレクシスの存在を知ってからは、アレクシスからアカネを救うべく奔走する。私生活は両親が3か月の出張中で、ツツジ台のマンションの402号室にひとり暮らし。六花に好意を抱いているが、告白する勇気を出せずにいる。
その正体は響裕太という人物に宿ったグリッドマンの意識の一部。アカネに刺されて昏睡状態に陥った際、そもそも記憶が存在せず、本来の裕太は内で眠っていることを知覚する。覚醒後はグリッドマン同様一人称に「わたし」を使うようになり、瞳が黄色に変化するなどの変化が生じる。アレクシス封印後、グリッドマンの帰還にともないグリッドマンとしての意識も消失し、本来の人格の状態で目覚める。
『グリッドマン ユニバース』では2年B組へと進級し、グリッドマンが宿っていた2か月間の記憶が欠如しているものの、クラスが別になった六花や内海との交友関係は続いている。グリッドマンだった時と比べて性格の変化は少なく、周囲の人々を助けるために自分の危険を省みずに行動する勇気を見せる。台高祭で六花への告白を決意した矢先、再び出現した怪獣から街を守るべく、慣れないながらも再びグリッドマンと合体することになり、ビッグクランチの影響に注意しつつツツジ台に迷い込んだ蓬たちと台高祭の準備を進めていく。やがて、死んだはずの人々の復活や痛覚が機能しないなどの異変から世界のカオス化をいち早く知覚し、全ての原因がグリッドマンの異常事態によるものだと知ると、自身の意識が消失するリスクを承知で宇宙規模に拡大したグリッドマンとのアクセスフラッシュを敢行する。アカネの助力も得てグリッドマンに到達すると、これまで自分たちを助けてくれた感謝の念とともに、今度は自分たちがグリッドマンを助ける番だと伝え、合体に成功。仲間たちとともに全ての元凶であるマッドオリジンを激闘の末に撃破する。その後行われた台高祭では六花への想いを告白し、晴れて両想いとなる。
グリッドマン
声 - 緑川光

内海 将（）
声 - 斉藤壮馬
裕太のクラスメイト。身長176センチメートル、体重78キログラム、2002年12月1日生まれで、血液型はO型。裕太とグリッドマンが合体するところを目撃し、彼らの戦いをサポートするグリッドマン同盟を結成する。
友達思いな性格で、裕太が記憶喪失になっても変わらず友人として接する。普段は隠しているが『宇宙船』を愛読する生粋の特撮オタクで、怪獣のみならずアニメや漫画、ゲームにも精通している。戦闘時は「ウルトラシリーズ」などの豊富な知識を口に出しながら、怪獣に対抗するための作戦を積極的に提案する。
アカネに憧れと好意を抱いているが、素直に口にできずにいる。裕太がアカネに刺されてからは自分が何も役立っていないことや、グリッドマンの戦いを楽しんでいた自責からふさぎ込むものの、六花の喝によって奮起し、裕太の友人として最終決戦を見届ける。
『グリッドマン ユニバース』では六花と同じ2年F組になっているほか、はっすとはプライベートでバッティングセンターでデートしたり、忌憚なくものを言い合えたりするほどの親密な仲になっている。六花と同様にグリッドマンやアカネの記憶は消去されていない。台高祭に向けて六花と共にグリッドマンやアカネを題材とする演劇の台本作りに取り組む最中、再び出現した怪獣や世界の異変に直面し、危険な戦いに身を投じる裕太を友人として再びサポートする。
宝多 六花（）
声 - 宮本侑芽
裕太のクラスメイト。身長155センチメートル、2002年12月5日生まれで、血液型はO型。いつも右手にシュシュを着けている。クールかつ気だるげな雰囲気だが、根は繊細で優しい性格。自宅前で倒れた裕太を介抱し、裕太とグリッドマンが合体するところを目撃したことで、不満を言いつつも内海とともにサポートすることとなる。
自宅が近いアカネとは親しい間柄であり、アカネによって作り出されたレプリコンポイドのなかでも特に愛着を寄せられている。アカネが自身の創造主であることを知ってからはその事実を受け入れ、神経をすり減らしていくアカネを友人として救うべく行動する。また、偶然出会ったアンチを怪獣だと知らずに世話したことがきっかけで、アンチがグリッドマンに味方する遠因を作る。
『グリッドマン ユニバース』では周囲の人間からアカネの記憶が消去されている中で、彼女の親友であったことからその記憶を例外として持ち続けており、アカネの話を周囲に伝えるべく内海と台本作りに取り組む一方で、一人暮らしを始めた兄の家に赴く姿を目撃され、「大学生との彼氏ができた」という噂が立つ。再びグリッドマンとともに戦うことになった裕太に対して複雑な感情を抱いており、裕太がグリッドマンを助けるべくジャンクに向かった際はそれを引き留めようとする。最終決戦後は裕太の告白を受け入れる。

### 新世紀中学生
グリッドマンの支援者たち。通常は黒いスーツ姿の人間だが、各人に設定されたアクセスコードを叫ぶことで、本来の姿であるアシストウェポンへと変身できる。平時は裕太たち3人を護衛するか「絢」で待機している。みずから介入しない限りは他者から認識されることはないが、ヂリバー戦以降は普通に認識されるようになる。グリッドマンと同様に不完全な状態でツツジ台へたどり着いたとされ、アレクシスとの最終決戦では裕太たちとアクセスフラッシュを行い、グリッドマンと統合する。
『グリッドマン ユニバース』ではグリッドマンや新人のレックス（ガウマ）とともにツツジ台を再訪し、「JUNKSHOP絢」で居候の身となる。
サムライ・キャリバー
声 - 高橋良輔
グリッドマンキャリバーに変身する猫背の男性。身長182センチメートル、体重65キログラム、33歳。趣味はカフェ巡り。普段は寡黙でどもるような口調が特徴で、初対面時の裕太たちからは風貌も相まって、「宇宙人」や「不審者」と呼ばれるが、根底には他者を気づかう優しさをもつ。普段は六花の身辺を護衛しており、生身での戦闘の際は、腰に帯びた4本の太刀サムライキャリバーブレードを駆使する。
マックス
声 - 小西克幸
バトルトラクトマックスに変身する巨漢。身長200センチメートル、体重111キログラム。趣味はガーデニング。ハーフアップの長髪に、マスク、甲冑、グローブを装備したいかつい外見に反して、決断力や強い責任感を持つ常識的な人物であり、新世紀中学生のまとめ役になることが多い。普段は裕太の身辺を警戒している。生身の戦闘では、右腕のグローブが変形した鉄球ドラゴントゥーススパイクを使用する。
『グリッドマン ユニバース』では短髪にイメージチェンジしているほか、生身では右腕の巨大なシールドを使用する。
ボラー
声 - 悠木碧
バスターボラーに変身するツインテールの少年。身長133センチメートル、体重32キログラム。趣味はFPS。幼い小柄な少女のような容姿に似合わず荒っぽい性格で、ハッキリと物事を言う毒舌家。特に護衛対象の内海には突っ込みの上に脛に蹴りを入れることが多い。生身の戦闘ではサバイバルナイフを模したスクラップメーカーダガーを扱う。
ヴィット
声 - 松風雅也
スカイヴィッターに変身する青年。身長180センチメートル、体重72キログラム。趣味はアクアリウム。レディファーストを身上としており、女性には紳士的な一方で男性には素っ気ない態度を取ることが多い。普段はやる気のない態度が目立ち、よく「JUNKSHOP絢」で待機しているため店番を任されることが多いが、非常時には周囲の状況を把握して要領よく行動する。生身の戦闘では、巨大な二つ矢を連射するクロスボウブリッツボウガンを使用する。
- 当初はパーカーを着る案もあった。

### 敵対者
新条 アカネ（）
声 - 上田麗奈 / 演 - 新田湖子（実写パート）
裕太のクラスメイトにして、ツツジ台を作り上げた創造主的存在。身長149センチメートル、体重39キログラム、2003年1月2日生まれで、血液型はA型。ウルトラ怪獣が大好きで、カッターナイフで精巧な怪獣フィギュアを自作する特技をもつ。
周囲からは才色兼備な好人物として認識されているが、裏では自分の意に沿わない人間を怪獣で殺害し、その様子に狂喜する残虐性をもつ。「JUNKSHOP絢」の隣にある豪勢な一軒家でひとり暮らしをしているが、邸内は大量のごみ袋と怪獣フィギュアで埋め尽くされており、私生活は破綻している。
グリッドマンの登場後はその打倒に熱中するが、裕太たちの健闘によって敗北を重ね、思いどおりにならない状況に追い詰められていく。ナナシB戦後、世界の管理を放棄して裕太を刺殺しようとするものの失敗。それでも自分を追ってきた六花の説得に心動かされるが、直後にアレクシスによって怪獣化させられ、アンチに助けられるも再びアレクシスに捕らわれる。しかし、グリッドマンのグリッドフィクサービームによって救助され、最終決戦後に六花に自分の過ちを涙ながらに謝罪。「アカネとずっと一緒にいたいという願いが一生叶わないように」という六花からの願いを聞き入れ、彼女との絆の証である定期入れと共にツツジ台を去る。その後、本編終了時にはもとの世界へ帰還する実写映像が挿入されており、ベッドで目覚める姿や定期入れが映っている。
パッケージ限定エピソードのボイスドラマ（12.12回）では、アカネと姿や声が瓜二つの女子高生が登場。内海からは、アカネがツツジ台に来た際にコピーした人物ではないかと推測されている。
『グリッドマン ユニバース』では、ツツジ台とそこの住民の記録から存在が消されたことが判明しており、覚えているのは内海や六花、事の真相を伝えられた裕太などに限られている。マッドオリジンによって危機に瀕するグリッドマンを助けるべく、川沿いに投棄されていたパソコンを通じて外の世界からコンピュータ・ワールドにアクセスして裕太を支援する。アクセスフラッシュが成功した後は、インカーネーションで新たな装いをした新条アカネ（ニューオーダー）としてアレクシスを従え、ツツジ台に再臨する。マッドオリジン撃破後はアンチと短いながらも言葉を交わし、逆に六花たちとは最後の約束を守って、顔を合わせることなく現実世界へと帰還する。
- 怪獣パーカーはササヒラーがモチーフとなっている。自宅の外観は原作の藤堂武史の屋敷に酷似している。
- 『グリッドマン ユニバース』での新衣装は『SSSS.DYNAZENON』に登場する怪獣優生思想のものに酷似し、襟には4人のシンボルカラーと同じラインが走っている。これは何らかの手段でアカネの衣装を目にした怪獣優生思想がアカネを崇めて衣装を再現したという初期設定が元となっており、順序としてはアカネの衣装がベースにあるという。デザインはマーチャンダイジングも意識しつつ、雨宮の「アイドル的な感じで」という指定を受け、キャラクターデザインの坂本が担当している。アレクシス・ケリヴ（ニューオーダー）の額にあるセミインナースペースの台座は、ゼッガーとツツジ台高校の校章がモチーフとなっている。

アレクシス・ケリヴ
声 - 稲田徹
赤いバイザーと歯のような明滅が特徴の黒ずくめの存在。劇中では「アレクシス」と略して呼ばれることが多い。アカネや敵である裕太にも紳士的にふるまう一方で、アノシラスからは「外から来たとても危険な人」と称され、用済みとなったアンチを躊躇なく消そうとする冷酷さを秘める。
普段はアカネのパソコンのモニターに宿り、怪獣の原型を実体化させる役目を担う。アカネの行動については全肯定しているが、怪獣の製作をたきつけては追い詰めるような言動を取ることもある。
最終決戦ではアカネを取り込み、剣や長槍を扱う戦闘形態巨大アレクシス・ケリヴとなる。無限の命を持つ不死の存在がゆえに生じる虚無感を、アカネのような人物に取り付き、その情動や欲望を煽ることで満たしていたことを明かす。新たな依り代を求めてツツジ台から離脱しようとするが、グリッドフィクサービームによってアカネの心が修復されたことで大ダメージを負い、最後はグリッドマンとの殴り合いに敗れ、監禁プログラムによって小さな欠片となって封印される。
『グリッドマン ユニバース』では、グリッドマンユニバースの手の部分に囚われていたが、グリッドマンと裕太を支援するべく、アカネによって監禁プログラムから解き放たれる。アカネのインスタンス・ドミネーションによって巨大化し、常に青白い炎が頭部で燃え、各所に白い装甲を取り付けられたアレクシス・ケリヴ（ニューオーダー）（全高59メートル、重量3万3千トン）と称される姿となり、額の結晶の奥にあるセミインナースペースから乗り込んだアカネによって制御される。最終決戦の最中、隙を突かれてマッドオリジンに吸収されるものの、グリッドマンたちの決死の攻撃から逃れようとするマッドオリジンを拘束する役割を担い、勝利に貢献する。戦闘後はマッドオリジン同様に無限の再生と破壊を繰り返したことで身体が崩壊し、限りある命の面白さに対する感慨を口にしながら消滅する。
- 担当声優の稲田は、TRIGGER製作のアニメ『宇宙パトロールルル子』の登場人物であるオーバージャスティス本部長の成れの果てという裏イメージがあると監督の雨宮から伝えられたことを語っている。

アンチ
声 - 鈴村健一
アカネが対グリッドマン用に造り上げた、人間と同じ意思を有するオートインテリジェンス機能を持つ怪獣。身長133センチメートル、体重30キログラム、2018年9月9日生まれ。普段は白髪と赤い瞳が特徴の中学生程度の少年の姿をしており、丸鋸状の武器「アンチサーキュラー」を使用する。
初戦でグリッドマンを敗退させるまではアカネに可愛がられていたが、再戦で敗北して以降は八つ当たりの対象として邪険に扱われる。裕太がグリッドマンだと知ってからは、変身前の裕太を付け狙うが、あくまでグリッドマンを倒すことが目的であるため、追い詰めてもグリッドマンを出すよう脅迫しかできず、ヂリバー戦後、アレクシスに襲撃されて逃亡。右目を傷つけられる重傷を負いながらも「絢」へとたどり着き、新世紀中学生や六花ママの厚意を受ける。その後もグリッドマンとの戦いを切望するが、グリッドマンから心をもった生き物として認識され、敵として見られなくなったことを知る。アカネからも失敗作と断言され、自由に生きるよう告げられるが、考えた末に与えられた命の意味を探すことを決意。グリッドナイトへの変身能力を獲得し、グリッドマン陣営の味方となる。最終決戦では怪獣化したアカネを救い出した直後にアレクシスによって背後から貫かれるが、意識を失う直前にアクセスフラッシュすることで本物のグリッドマンの一部となる。アレクシスとの戦闘後はアノシラスたちによって一命をとりとめ、右目が青色に変化する。
『グリッドマン ユニバース』では、アクセプターを所持していたことでグリッドマンユニバースの異変から逃れており、マッドオリジンによる世界のカオス化を止めるべく、無意識に世界の異変を察知していた裕太に何度も接触を試みるが、グリッドマンユニバースのフィクサービームの壁による修正力で阻まれ、幽霊として誤解を受けていた。しかし裕太の六花に告白したいという強い想いによってその壁を突破することに成功し、ドムギラン戦直後にグリッドマンの意識を強制シャットダウンさせる。その後は怪獣たちと戦い、アレクシスが実体化させた『DYNAZENON』の宇宙に同期してナイトの姿となる。マッドオリジンとの最終決戦では負傷しながらもグリッドマンの勝利に貢献し、戦闘後は再会したアカネに対して感謝の言葉を伝える。

### 主要人物の関係者
六花ママ
声 - 新谷真弓
六花の母で、ジャンクショップ兼喫茶店「JUNKSHOP絢」の経営者。六花からは「ママ」と呼ばれている。六花との仲は良好で、裕太たちにも友好的に接する。怪しい風貌で入り浸る新世紀中学生たちも客として受け入れ、その正体を知ってからも動じることなく4人を快く送り出す大らかな性格である。
『グリッドマン ユニバース』では再び現れた新世紀中学生のみならず、家に帰れなくなった蓬たちも「絢」で受け入れる度量の広さを見せる。
制作時に設定された本名は宝多 織江（たからだ おりえ）。
なみこ
声 - 三森すずこ
裕太のクラスメイトで六花の友人。雨宮監督によるラフでの本名表記は奈美子。姓は今舞、駒井、上月の3案が出ている。身長150センチメートル、体重41キログラム、2002年7月10日生まれで、血液型はO型。趣味は雑貨屋巡りとカラオケ。茶道部所属。短髪やスポーティーな服装が特徴で、よく裕太と六花の仲をからかっている。
『グリッドマン ユニバース』では、六花や内海と同じ2年F組に進級する。学園祭ではクラス企画のまとめ役として二人の台本を読むが、グリッドマンや怪獣の記憶を失っているため、何度もリテイクを重ねさせる。
はっす
声 - 鬼頭明里
裕太のクラスメイトで六花の友人。雨宮監督によるラフでの本名は野村蓮。身長155センチメートル、体重60キログラム、2003年3月24日生まれ、血液型はA型。趣味は演劇鑑賞とアニメ、配信。常にプリーツ型のマスクを着けているのが特徴で、YouTuber「はっすん」として活動している。
『グリッドマン ユニバース』では2年B組に進級する。箱形のマスクやグリーンのメッシュを入れた髪などの変化が見られ、配信活動も企業案件が舞い込むほどの人気ぶりを見せる。
アノシラス
声 - 高橋花林

## 登場ヒーロー

### グリッドマン
ハイパーエージェントを自称するエネルギー体。普段はジャンク内でしか常駐できないが、裕太がジャンクの前でプライマルアクセプターを介しアクセスフラッシュとコールすることで一体化し、一定時間だけ実体を得ることができる。大きさは最大70メートルまで調整可能だが、サイズに比例して実体化出来る時間も短くなる。エネルギー残量が限界に近づくと額のビームランプが明滅する。
ツツジ台にたどり着いた瞬間にアレクシスの攻撃を受けたことで、「迫りくる危機から街を守る」という使命以外の記憶や本来の力を失い、その意識は裕太の精神やジャンクの内部、新世紀中学生たちに分裂したとされる。アレクシスとの決戦が近づくなかでその事実を思い出し、最終決戦では全員の意識を統合することで本来の姿と記憶を取り戻したうえでアレクシスの封印を成し遂げ、ハイパーワールドに帰還する。
『グリッドマン ユニバース』では複数の宇宙の異変を察知し、新世紀中学生たちとツツジ台の世界を再訪する。偶発的な形で裕太の身体と記憶を一時的に奪った罪悪感をマッドオリジンに利用されており、実は裕太たちの前に現れたのは意識体で、実体は裕太たちの宇宙と合体して巨大なグリッドマンの姿を形作り、崩壊寸前であることが明らかとなる。事態の解決のためにアクセスフラッシュした裕太と邂逅した際は一連の事態の引き金となった裕太への負い目を謝罪するが、逆に裕太から感謝と自身を助けるという決意を聞かされて奮起し、新たな姿を得てマッドオリジンを死闘の末に撃破する。戦闘後は裕太にプライマルアクセプターを預け、有事の際はお互いに助け合うことを約束して元の世界に帰還する。

#### 形態
Initial Fighter（）
初めて裕太と邂逅した際の、青や紫を基調とした姿。実体化しても鈍重な動きしかできないなど不完全な状態で、裕太にしか認識できず、戦闘中の意思疎通もジャンクを介してタイピングするしか方法がないなど制約を受ける。
Primal Fighter（）
グリッドマン同盟に合流したサムライ・キャリバーが、ジャンクのハードを最適化したことで変化した姿。赤・白・青のトリコロールを基調とする。戦闘能力が向上し、誰とでもコンタクトをとれるようになる。
『グリッドマン ユニバース』では裕太に適応する姿として、電光超人の姿からこの姿へと変化する。
電光超人グリッドマン
記憶を取り戻したグリッドマン本来の姿。裕太が新世紀中学生やアンチとアクセスフラッシュすることで意識を統合し、アクセスコード「GRIDMAN」によって加積されていたPrimal Fighterの外装がはじけ飛んだことで復活した。
Universe Fighter（）
『グリッドマン ユニバース』に登場。マッドオリジンの謀略により危機に陥ったグリッドマンが、アカネのサポートを受けてアクセスフラッシュした裕太と合体し、数多くの物語（ユニバース）を統合したことで誕生した新形態。台高祭の準備中に裕太、六花、内海、蓬、夢芽、ちせが描いたグリッドマンの絵を取り込んだことでそれをベースにした姿に変身しており、赤と銀に加えて青の入ったカラーリング、丸みを帯びた目、露出した胸のトライジャスター、エネルギーが高まると虹色に発光する全身のラインなどが特徴。破壊と再生の力を併せ持ち、全ての能力が以前より飛躍的に上昇している。
- デザインは後藤正行が担当。電光超人としての姿が原作の馬場一平のデザインを借りた姿である一方で、Primal Fighterが裕太たちの想像によらないものであったことから、裕太たちができる範囲で形作った姿を突き詰める形で製作された。実際の製作では「腕と足を青くすること」、「胸に3つの発光部分（トライジャスターの意匠）を入れること」がオーダーされ、それらに沿いつつ一目でパワーアップしたことが分かるようなデザインが行われた。また「トライジャスターの封印」がテーマであったPrimal Fighterに対して、「トライジャスターの拡張」をテーマとしてフィクサービームありきのデザインにすることも意識されている。また、アクセプターは本形態の玩具も出ることから変化しておらず、多くのカットで出るようになっている。

#### アシストウェポン
グリッドマンの支援兵器。新世紀中学生の本来の姿であり、ジャンクのまえでアクセスコードをコールすることで、ジャンクに取り込まれてパサルートを経由し実体化する。変身後も意識は維持され、会話にも支障はない。一方、ジャンクの処理能力の限界から、すべてのアシストウェポンが同時に出撃するとグリッドマンを含めてフリーズを起こすため、あらかじめ処理落ちしないように出力スケールを調整する必要がある。また、ジャンクが起動しないと出撃することができない制約を受ける。
電撃大斬剣グリッドマンキャリバー
サムライ・キャリバーが変身する大型の長剣。グリッドマンの身長を超える金色の片刃とアックスブレードで構成される。
パワードアックス（グリッドマンキャリバー・アックスモード）
パワードゼノンが使用する際の形態。展開したアックスブレードが刀身に合体し、両刃斧となる。
グリッドナイトキャリバー
グリッドナイトが使用する際の形態。刀身が深紅に変化している。フルパワーグリッドマンの状態で借り受けたため、片手剣として使用される。
バトルトラクトマックス
マックスが変身する装輪装甲車。アシストウェポンで一番パワーに優れる。武装は車両後部の大口径光線砲タンカーキャノン2門。
- 名称は原作の海外ローカライズ版『スーパーヒューマン・サムライ・サイバー・スクワッド』のトラクトにちなむ。

バスターボラー
ボラーが変身するドリルタンク。武装は機体各部に備えられたミサイルとツインドリル。ミサイルは通常弾頭に加えて、ドリル基部から発射するフォレスター消火弾、操縦席の横から発射するシドニー凝固弾頭弾など多数の種類を備える。一方、極端な悪路での走行が苦手という弱点をもつ。
- 名称は『スーパーヒューマン・サムライ・サイバー・スクワッド』のボラーにちなむ。

スカイヴィッター
ヴィットが変身する戦闘機。武装は機首にあるレーザー機銃と、機体後方から自在に偏向する追尾レーザーを無数に放つアンプレーザーサーカス。
- 名称は『スーパーヒューマン・サムライ・サイバー・スクワッド』のヴィッターにちなむ。

合体戦神パワードゼノン
全アシストウェポンが合体することで完成する巨大ロボット。バトルトラクトマックスが脚部、バスターボラーが胴体、スカイヴィッターが腕部と背部スラスターを構成し、最後にバスターグリッドマンのヘルメット後部に隠された顔が現れて完成する。

#### 合体超人
グリッドマンとアシストウェポンが合体した姿。合体後も各員の意識は統合されず、互いに言葉を交わすこともできる。
剛力合体超人マックスグリッドマン
バトルトラクトマックスが合体した超剛腕破砕戦闘型合体形態。縦に二分割したバトルトラクトマックスが、両肩にタンカーキャノンの付属した巨大な腕部を形成し、近接格闘戦能力や腕力が数百倍に強化される。前腕部の車輪は補助スラスターとして機能し、跳躍時の軌道補正やパンチの威力強化、短時間の飛行を可能にする。
武装合体超人バスターグリッドマン
バスターボラーが合体した超火力制圧砲撃戦型合体形態。バスターボラー本体は胴体の追加装甲、キャタピラー部は6銃身のガトリングビームガンと6連装ミサイルランチャーを備える射撃兵装となり、長距離からの砲撃戦闘能力が強化される。両肩部のツインドリルは、無限軌道で高速走行しながら敵を直接攻撃するドリラーモードと、プラズマキャノンに展開するバスターモードに使い分けることが可能。
大空合体超人スカイグリッドマン
スカイヴィッターと合体した超高度超高速空戦型合体形態。テール部分およびエンジン部は脚部パーツ、前翼部は背部スラスター、コクピット部はヘッドパーツとなる。2門の高出力レーザー砲や欺瞞装備を武装し、高速空対空戦闘能力や索敵能力が強化される。

超合体超人フルパワーグリッドマン
全アシストウェポンと合体した姿。バトルトラクトマックス、バスターボラー、スカイヴィッターとそれぞれ合体した後、グリッドマンキャリバーから分離したアックスブレードが胸部のプレートとして合体し、最後に角が展開したバスターグリッドマンのヘルメットを装着することで完成する。同時出撃および合体の高負荷によるジャンクの処理落ちを防ぐため、合体後の全長が通常時のグリッドマンと同じになるように、出力サイズが調整されて縮小した状態となっている。
『グリッドマン ユニバース』では、サムライ・キャリバーがジャンクをバージョンアップして全員が出力調整することなく出撃できるようになり、本来のサイズでの合体が可能となる。
超竜王合体超人ローグカイゼルグリッドマン
グリッドマン (Universe Fighter) をコアに、ダイナゼノンの全メカとビッグゴルドバーンが合体した姿。カイゼルグリッドナイトと同様の要領でダイナウイング、ダイナストライカー、ダイナダイバーがボディを構成した後、翼、胸、兜、両肩の追加パーツとして分離したビッグゴルドバーンが合体して完成する。武器は、ダイナミックキャノンとビッグゴルドバーンの一部が合体した大剣ダイナミックビッグブレード、指先から展開するビームクローローグネイル、腹部のビームバルカンゴルドショット。ローグはならず者を意味しており、重装備をものともしないパワーと機動性を合わせて、それまでのグリッドマンとは異なる、獣を彷彿とさせるスタイルとなっており、ダイナレックスさながらの荒々しい戦法も行う。
- 製作当初から原作における合体竜帝キンググリッドマンに相当するパワーアップ形態として登場することが決まっていた。デザイン時点では「デュークカイゼルグリッドマン」という仮称であり、野中によるデザイン案から、荒々しくワイルドなシルエットが原案となり、ギミックや劇中での設定も踏まえながら決定稿となった。玩具展開の都合やダイナゼノンとの差別化を図るために各所を光らせることが想定されており、オーロラメッキの入ったクリアパーツの採用やボタン電池の寸法も考えながらの設計が行われている。

#### 必殺技
パワー発動時や必殺技を使用する際はサイバーラインが発光する特徴があり、Primal Fighterでは水色、Universe Fighterでは虹色に輝く。
グリッドマン
グリッドビーム
左腕のアクセプターに全身のエネルギーを収束させて撃ち出す破壊光線。
Universe Fighter時は怪獣を撃破すると同時に破壊された世界を修復する力を見せる。
- エフェクトやアクションは原作と同様。

グリッドキャリバーエンド
敵を特殊空間内に捕らえた後、スラスターで突進しながらすれ違いざまにグリッドマンキャリバーで空間ごと両断する。
グリッドライトセイバースラッシュ
アクセプターから形成させた光の刃で敵を両断する。
覚醒後に使用した際は原作と同じく「スラッシュ」の部分は発音しない。
グリッドキネシス
念動力によって、精神攻撃を仕掛ける怪獣に干渉する。
スパークビーム
覚醒後に使用。グランアクセプターから光弾を放つ。
ネオ超電導キック
覚醒後に使用。赤化した両足で蹴りを放つ。
グリッドフィクサービーム
覚醒後に使用。解放された胸部のトライジャスターより発射する修復光線。破壊されたツツジ台や街を作り出したアカネの心を修復し、さらにツツジ台の外をも怪獣が不要な正常な世界として修復した。
『グリッドマン ユニバース』では、Primal Fighterの状態で胸を展開してトライジャスターを露出して発射しており、ツツジ台の人々の記憶を消去する役割も担う。
グリッドハイパーフィクサービーム
Universe Fighter時に使用。ビッグゴルドバーンと合体した状態で翼を大きく広げ、再生の力を極限まで増大させたフィクサービームを最大出力で照射する。

マックスグリッドマン
マックスグリッドビーム
両肩のタンカーキャノンと組んだ両拳からビームを放つ。
超電撃キック
全スラスターを開放して急降下しながら蹴りを繰り出す。

バスターグリッドマン
バスターグリッドミサイル
ミサイルランチャーから多数のミサイルを発射する。
ツインバスターグリッドビーム
両肩のドリルが展開したパラボラビーム砲から2本の巨大ビームを発射する。

スカイグリッドマン
ラッキースモークスクリーン
背部スラスターから煙幕弾を発射する。

フルパワーグリッドマン
ツインドリルブレイク
ドリラーモードのツインドリルを射出する。
グリッドフルパワーフィニッシュ
全エネルギーを集中しボディが黄金色に輝くフルパワーチャージ状態となり、グリッドマンキャリバーから長大な光刃を作り出して敵を一刀両断する。
ブレストスパーク
胸部プレートから電撃を放つ。
バスターグリッドミサイル、ツインバスターグリッドビーム
バスターグリッドマンと同様の技。
グリッドダブルパワーフィニッシュ
カイゼルグリッドナイトと武器を交換して共に極大のビームを放つ。

パワードゼノン
パワードブレイカー
敵の懐に飛び込み、敵が上空に舞うほどの強力な左のアッパーカットを放つ。
ジャンボセイバースラッシュ
エネルギーをチャージしたパワードアックスで敵を斬り裂く。

ローグカイゼルグリッドマン
ローグカイゼルパワーフィニッシュ
両肩のジェネレーターを噴射させてカイゼルパワーチャージを行い、突進しながらダイナミックビッグブレードで貫いた相手にエネルギーを注入して爆砕させる。

### グリッドナイト
グリッドマンと戦うために彼を助ける選択をしたアンチが、ナナシBとの戦いの最中、グリッドマンのすべてをコピーした姿。アンチの体色や意匠を残しつつ、全体的にグリッドマンに近いフォルムへと変化しており、俊敏な動きを活かした戦闘や多彩な技を武器とする。名称はナナシBとの戦闘後、「グリッドマンを守る騎士」という意味で裕太たちによって名付けられた。
『SSSS.DYNAZENON』では、ナイトを名乗る青年が変身し、ガウマ隊と共闘する。『グリッドマン ユニバース』では、『DYNAZENON』の宇宙のナイトが変身した個体と、『GRIDMAN』の宇宙のアンチが変身したマントを羽織った個体が登場する。
- デザインは後藤正行が担当。アンチが隻眼になっていたことから、バイザーがモノアイにも見えるようにデザインされており[28]、雨宮のアンチのイメージを込めたいというオーダーに沿って、怪獣態と同様のディテールが目の部分に加わっている[122]。

#### 合体形態
『SSSS.DYNAZENON』および『グリッドマン ユニバース』に登場。
超合体竜王 カイゼルグリッドナイト（）
ゴルドバーンの作り出す空間の中で、心を合わせたダイナゼノン、グリッドナイト、ゴルドバーンが合体を果たした姿。ゴルドバーンのカオスブリンガーを含む合体光線によってサイズが調整されたグリッドナイトに、ダイナウイング、ダイナストライカー、ダイナダイバーがボディ、ゴルドバーンが胸部の追加装甲および頭部の兜としてそれぞれ合体し、ダイナゼノンの兜を伴った状態でダイナミックキャノンに変形したダイナソルジャーが右肩にマウントされ、最後に余剰エネルギーから形成された紫色の光のマントが翼から噴出して完成する。ゴルドバーンさえいればグリッドナイトとの合体が可能だが、戦力は落ちる。
- キンググリッドマン同様、金と青の差し色が入っている。グリッドナイトには角状の突起が頭部両側にあったが、突起を通す穴を野中がデザインしたことで、突起を取り外さずにはめ込むことが可能となった。

グリッドバーンナイト
グリッドナイトがゴルドバーンと合体した形態。飛行能力を獲得したことで機動性が増し、超高速で空中戦を展開する。
- デザイン画ではシールドモードも考案されていた。

超合体騎士フルパワーグリッドナイト（ちょうがったいきし フルパワーグリッドナイト）
グリッドナイトがコアとなり、全てのアシストウェポンと変形合体した姿。合体手順はフルパワーグリッドマンと同一だが、グリッドナイトに適応反応して全身のカラーリングは濃紺に、グリッドナイトキャリバーは真紅にそれぞれ変化しており、ヘルメットや胸部など各部の形状も異なる。
- デザインは野中剛が担当。本作品の企画以前に玩具オリジナル展開として提案されていたが、『DYNAZENON』にナイトの再登場が決定したことで、その話は立ち消えとなった。本作品の脚本完成時も予定はなかったが、物語の尺を再調整することで登場が決定し、ローグカイゼルグリッドマン納品後にデザインが行われた。全体のシルエットはフルパワーグリッドマンと同じだが、アンチの怪獣態を意識したヘルメットや胸部を形成するキャリバーの鍔が新規デザインされた。

#### 必殺技（グリッドナイト）
グリッドナイト
グリッドナイトサーキュラー
円を描くようにして発生させた円環の光線刃を投げつけ、相手を切り裂く。
ナイトサーキュラーエンド
左手にグリッドナイトサーキュラーを固定したまま、相手をすれ違いざまに一刀両断する。
グリッドナイト乱れサーキュラー
両手にグリッドナイトサーキュラーを複数発生させ、投げつけた瞬間に分裂させて複数の相手を切り裂く。
グリッドナイトストーム
グリッドビームと非対称のモーションから右腕より光線を放つ。
ナイトキャリバーエンド
逆手持ちのグリッドナイトキャリバーから発生させた光刃で相手を切り裂く。
ナイト爆裂光波弾
胸の前に生み出した光弾を撃ち出す。
カイゼルグリッドナイト
カイゼルナイトダブルストーム
グリッドナイトストームと同様のモーションの後に両手のバンパーのスリットからグリッドナイトストームが強化された破壊光線を放つ。
ダイナミックキャノン・レックスグリッドファイヤー
大顎がより展開したダイナミックキャノンから放つ紫色の光線。発射時は反動に備えるため、踵部の爪をアンカーとして突き立てる。
カイゼルナイトサーキュラー
ダイナセイバーの出力を上げて威力が増強されたグリッドナイトサーキュラーで、広範囲を攻撃する。
カイゼルナイトダブルサーキュラー
『グリッドマン ユニバース』で使用。両手の手刀からグリッドナイトサーキュラーを展開して攻撃する。
グリッドダブルパワーフィニッシュ
『グリッドマン ユニバース』で使用。フルパワーグリッドマンと共に極大のビームを放つ。
ダイナミックファイヤー
『グリッドマン ユニバース』で使用。猛烈な火炎をダイナミックキャノンから放射する。
ストライカーシェード
『グリッドマン ユニバース』で使用。胸部のタイヤを回転させることでバリヤーを形成する。
フルパワーグリッドナイト
フルパワー爆裂光波弾
胸の追加パーツ前で生み出した光弾を撃ち出す。
フルパワーグリッドレックスロアー
残されたパワーをグリッドナイトキャリバーに集中し、ダイナレックスのレックスロアーと共に放つ光線。

## 登場怪獣
本作品の怪獣は、ツツジ台が作られる以前から存在した生命体と、アカネがツツジ台のレプリコンポイドを管理する目的で生み出す非生物に分類される。後者はアカネが模型用粘土から製作した怪獣人形に「バロック」と呼ばれる歪んだ真珠を埋め込んだ後、アレクシスが眼からの光と共に「インスタンス・アブリアクション」と唱えることにより、実体化する。出現した怪獣は、おもにアカネが負の感情を抱いた対象を狙って暴れ回る習性があり、憎しみの深さに比例して強さを増していく性質をもつ。また、怪獣の攻撃で死亡した人物は、毒煙怪獣の改竄によって襲撃以前に別の要因で死亡したことになる。怪獣の切断された断面は原作と同様、電気回路を彷彿とさせるパターンとなっている。
ナナシ戦後、それまでグリッドマンたちに撃破された怪獣が再生産怪獣軍団としてアレクシスによって復活する。外見上の変化として、全怪獣の赤い色をしていた瞳の色や発光部位が黒や灰色、もしくは空洞状に変化している。
- 怪獣の鳴き声は基本的にアカネ役の上田麗奈の声を加工したものが使われ、アンチが作ったヂリバーのみアンチ役の鈴村健一の声が使用されている[注 12][22]。

霧の怪獣
第1回より登場。ツツジ台のインフラを管理する13体の怪獣たち。管理と修復を担う街の基盤であり、戦闘は行えない。アカネが最初に作り出した怪獣であり、ツツジ台の世界とそこで暮らす住人たちを生み出した。その姿は住人には見えておらず、グリッドマンの影響下にいる関係者しか認識できない。ツツジ台の各所に屹立し、背中と肩から噴き出される神経性の毒ガスの霧により、街の修復のほか、人々の記憶や各種記録から怪獣被害を改変・消去する役割を担う。
ナナシBにより、すべての個体が首を切断されて破壊された後も死体はそのまま残っていたが、グリッドフィクサービームによる街の修復と共に消滅する。
- 外見が原作のベノラに酷似しているのは、ベノラが15歳の少年少女の心から等しい姿で生み出される怪獣と雨宮が設定したことによる。

気炎万丈怪獣 グールギラス
第1回、第11回に登場。アカネが同級生のバレー部員問川さきる（声 - 湯浅かえで）への怒りから作り上げた怪獣。問川にボールをぶつけられた日の内に急造したため、指や角の部分の針金が露出した状態になっており、粘土が乾燥しきっていない首の部分に剥離が生じている。攻撃手段は口から放つ火炎弾（火球）で、バレーボールのようにバウンドする性質を利用して広範囲に被害を与える。
出現と同時に街を蹂躙し、問川や、彼女の友達である戸井田光（声 - 飯田里穂）、毛苗村里香（声 - 宮崎綸）、土居ハコ、高良奈々を殺害。登場したグリッドマンも火炎弾で圧倒するが、首の綻びを内海に見抜かれ、それを知ったグリッドマンにより首を切断される。最後はグリッドビームによって残った胴体を攻撃され、爆散する。
復活した際はデバダダンとともにグリッドナイトと戦うが、投げ飛ばされた直後にグリッドナイトストームでデバダダン諸共倒される。
- デザインは西川伸司が担当。雨宮によるフェミゴン型怪獣のラフ画をもとに、ブルマァクやマルサンのソフビ人形の色でまとめ、蛇腹の意匠を採用することで、本作品が円谷プロの作品であることを強調している。

捲土重来怪獣 メカグールギラス
第8回、第11回に登場。グリッドマンの抹殺とツツジ台高校の学園祭を妨害するために、アカネが作り上げたグールギラスの強化体。脆かった首を始め、全身が機械化されており、特に首全体と尻尾はドリルとして機能する改造が行われている。火力も増強されており、口からはプラズマ熱線、背面の砲塔からは強化光弾を発射する。
学園祭当日、学校にいる人々を避難させようと先に出現したグリッドマンに激怒したアカネの指示を受けて出現。アシストウェポンの攻撃をものともせず強化された火力で迎え撃つが、グリッドマンがフルパワーグリッドマンになると攻撃も通用せず、首を折り取られて再び失い、最後はグリッドフルパワーフィニッシュによって撃破される。
復活した際はヂリバーと連携してグリッドナイトを追い込むが、駆け付けたフルパワーグリッドマンのグリッドフルパワーフィニッシュとグリッドナイトのナイト爆裂光波弾によって再び倒される。再生産怪獣の中では最後（12話冒頭）まで生き残っていた。
- デザインは西川伸司が担当。アカネが機械に明るくないとする想定から先鋭的なデザインは避けられ、キングジョーを彷彿とさせる機械部やシャンパンゴールドのカラーリングが取り入れられている。西川が描いたラフにあったドリルを活用するために、ドリルのように顔が変形するデザインが模索された。

因果応報怪獣 デバダダン
第2回、第11回に登場。アカネが歩きスマホでぶつかってきた担任教師の野崎（声 - 間島淳司）に報復すべく作り上げた怪獣。グリッドマンとの戦闘を想定して鏡面状の体表をもち、全身で受け止めたグリッドビームを後述の発射口に生やした角へ集束し撃ち返すことができる。攻撃手段は胸部の発射口から放つ光線。
街を破壊しながら野崎を付け狙い、現れたグリッドマンもグリッドビームを無力化して追い詰めるが、グリッドマンキャリバーを手にしたグリッドマンのグリッドキャリバーエンドによって両断され、撃破される。
復活した際はグリッドナイトに投げられたグールギラスと激突、グリッドナイトストームで二体まとめて倒される。
- デザインは西川伸司が担当。モチーフは割れた鏡。ウルトラ怪獣的なグールギラスとは対照的に、本作品ならではの姿をした怪獣としてデザインされている。頭部は深海魚のデメニギスがモチーフとなっている。

臥薪嘗胆怪獣 アンチ（怪獣態）
第3回より登場。グリッドマン抹殺を目的に作られたアンチの怪獣としての姿。戦闘では全身の発光器官から放つ光弾や光線、超高速移動能力を駆使する。また、グリッドマンやアシストウェポンの力をコピーする能力をもち、グリッドマンとの初戦で、グリッドマンキャリバーを模した刀状の爪を習得する。一方で、エネルギー切れ寸前になると額の発光器官が点滅し始め、やがてアンチの意志とは関係なく人間体に戻る。
- 怪獣体のデザインは西川伸司が担当。初期稿から原作のシノビラーがモチーフとなっており、怪獣然としつつも現代の男子に受けるように調整されている。

バスターアンチ
バスターグリッドマンをコピーした砲撃形態。腹部が巨大な顎に変化し、牙状のミサイルを発射する。
スカイアンチ
スカイグリッドマンをコピーした飛行形態。脚部が巨大なスラスターに変化し、敵の攻撃を躱すためのデコイを生み出す能力を得る。『グリッドマン ユニバース』では、空へ逃げる必要に迫られグリッドナイトからこの形態へ久々に変身した。

朝雲暮雨怪獣 ゴングリー
第4回、第11回に登場。六花から裕太とグリッドマンのことを探ろうとしたアカネが、大学生の動画配信集団「Arcadia」によって探索を妨害されたことにいらだちを覚えて彼らの殺害用に作り上げた怪獣。足に近い箇所に口が位置しているフォルムが特徴。行動する際は周囲に霧が発生し、グリッドマンに気づかれずに対象を襲撃する。戦闘では後頭部と体側から発光する触手を伸ばし、攻撃や捕縛・捕食に用いる。
夜中に霧に紛れて「Arcadia」のタカト（声 - 榎木淳弥）、今井（声 - 熊谷健太郎）、有井（声 - 鈴木崚汰）を次々に殺害。翌日、残り1人となったやまと（声 - 伊東健人）を襲撃するが、グリッドマンに阻止され、そのままグリッドマンや乱入してきたアンチと戦闘になる。最後は、マックスグリッドマンの超電撃キックによって撃破される。
復活した際は、グリッドナイトが投げ飛ばしたナナシAの下敷きになり、グリッドナイトサーキュラーによって撃破される。
- デザインは丸山浩が担当。足の幅を狭くしたり、わざと手が入っているように途中で折れた触手など、あたかも人が入っているように見せている。

多事多難怪獣 ゴーヤベック
第5回、第11回に登場。土や森林、岩石で構成され、動きは鈍重だがこれまでの怪獣とは比較にならないほどの巨体とパワーを持つ。攻撃手段は背中の火山に溜まったマグマを噴火口から撃ち出す高熱の火炎弾。
アカネの指示を受けたアレクシスによって、裕太たちが校外学習で訪れた山間部付近に出現。質量の差でグリッドマンを圧倒するが、バスターグリッドマンの火力に圧倒され始め、最後はツインバスターグリッドビームによって身体を粉砕され、撃破される。
復活した際は満身創痍のグリッドナイトを追い詰めるが、駆けつけたフルパワーグリッドマンのツインバスターグリッドビームで再び撃破される。
- デザインは山口修が担当。約300メートルの山をイメージしたデザインがなされており、制作の際には線画の上に背景を描くハーモニー処理によって描画されている。前足が上顎に付いた形状で描かれている。

怪獣少女 アノシラス（2代目）
第6回より登場。パーカーを着た小学生くらいの少女の姿をしており、自身をアカネの創造物ではなく、ツツジ台が作られる以前からコンピュータ・ワールドに存在する怪獣と称する。任意で身体の大きさを変えることができる。身体は裕太曰く「臭い」とのこと。
自分の先代が世話になった恩返しとして裕太と接触し、アカネやツツジ台の真実を伝える。巨大アレクシスとの決戦後は、親とともにアンチの前に現れ、重傷を負った彼を助ける。
『グリッドマン ユニバース』では、アンチとともにいたことで異変の影響から逃れており、ツツジ台の異変を察知してアンチとともに裕太に接触し、推論を織り交ぜながらグリッドマンユニバースや事態の真相を説明する。マッドオリジンとの戦闘では、アレクシスが実体化させた『DYNAZENON』の宇宙に同期して2代目の姿となり、自らも巨大化してサウンドラス・バトルモードとして戦闘に介入する。
- デザインは坂本勝が担当。名称は当初「アノシラス三世」となる予定だったが、原作との関連性を明示するために台本では「アノシラスJr.」と表記され、最終的にJr.は男児につけるものであるとの指摘から、2代目に落ち着いた経緯がある。パーカーにはアノシラスの貝殻のイメージを取り入れている。また怪獣形態の有無について、雨宮は巨大化した状態があくまでも彼女の怪獣形態だとしている。

幽愁暗恨怪獣 ヂリバー
第7回、第11回に登場。アンチがグリッドマンの陽動用に作り出した、銀色の魔人的風貌の怪獣。浮遊能力を有し、四肢末端から伸ばした誘導レーザー光によって、光の球体と複数の円錐で構成されたヂリバーUFOを超高速で遠隔操作できる。UFOはヂリバー本体を倒さない限り、撃破されても球体を中心に何度も再生する。
劇中ではまずUFOのみが姿を現し、再生能力と体当たり攻撃によってグリッドマンを翻弄するが本体の存在を看破され、上空でアンチとともにスカイグリッドマンと交戦する。最後はグリッドライトセイバースラッシュによって両断され、撃破される。
復活した際は運んできたメカグールギラスと連携するが、グリッドナイトのナイトキャリバーエンドで再び撃破される。
- UFOを含めてデザインは板野一郎が担当しており、「怪獣の考えた怪獣」というコンセプトを元に、アカネの怪獣とは異なるデザインがなされている。当初はアンチがアカネをモチーフにしたという設定で女性型の怪獣としてデザインされたが、雨宮から格好いい方向のデザインにしてほしいとの返答を受けて、決定稿のデザインとなった。

有象無象怪獣 バジャック
第9回、第11回に登場。アカネがグリッドマン同盟の3人を直接攻撃するために作り上げた怪獣。光の翼と2つの口を持つ。相手を夢の世界へと閉じ込め、各人の記憶に基づきつつも、アカネのことを好きになる夢を見続けさせることができる。また、実体がないゆえに街への被害をもたらさない一方、外部からの干渉や攻撃を受けない性質を持つ。
ツツジ台に突如出現し、裕太たちに夢を見続けさせる。しかし、裕太たちが夢であることを知覚したうえ、グリッドキネシスで干渉してきたグリッドマンに両翼をもがれたことにより、実体化する。出撃したパワードゼノンを上の口から放つ放電攻撃で迎撃するも通用せず、ジャンボセイバースラッシュによって撃破される。
復活した際は、グリッドナイトのグリッドナイトサーキュラーで撃破される。
- デザインは丸山浩が担当。グワームやドレンゲランのような怪獣にすることがオーダー時から決められており、先例を意識した四足歩行型の怪獣としてデザインされている。着ぐるみではできない後ろ足をデザイン的に処理しており、決定稿となった四足歩行型の怪獣のほかに複数の爪を並べたものや車のシャーシのようなディテールを入れたメカ系のものがあり、ともに前後の足は同じ形状にしている。メカ系のものの宙に浮いた状態の目はデスフェイサーでできなかった案である。四足歩行型の怪獣に複数の爪を並べたものを合わせ、二つ口を付け、翼の収納部分の側面に凹モールドを入れたものが決定稿となった。

****怪獣 ナナシ
第10回、第11回に登場。スランプの末にアカネが適当に作り出した怪獣。細部の彩色や造形が手抜きで着ぐるみのようなナナシAと、その内部に潜んだアカネの失意や悪意の化身である一つ目の「中の人」ナナシBの2つの姿を持ち、アンチからはアカネの心そのものと評される。
初戦では泣いているような喚き声を発しながらフルパワーグリッドマンと戦うが、ブレストスパークを受けてあっさり沈黙する。翌日、Aの死体からアカネの意思と関係なく外皮を引き裂くようにして姿を現したBが刃状に変化した両手で街中の霧の怪獣を殺害したうえ、奇怪な笑い声を上げながらフルパワーグリッドマンを予測不能の敏捷な動きと一つ目からの破壊光線で翻弄し、アシストウェポンを無理やり引きはがして敗北寸前にまで追い詰める。しかし、介入したアンチがグリッドナイトに変身した後は彼に動きを読まれ、グリッドナイトサーキュラーによって両断され倒れる。
復活した際はナナシAの姿で出現し、口から稲妻状の破壊光線を吐く能力を見せるが、グリッドナイトのグリッドナイトサーキュラーで再び撃破される（Bの登場はなし）。
- デザインは坂本勝が担当。Aは『ウルトラファイト』を彷彿とさせる着ぐるみ、Bは生理的嫌悪を抱きやすいように針金や貝類がイメージとしてそれぞれ取り入れられている。

自縄自縛怪獣 ゼッガー
第12回に登場。アレクシスによってアカネ自身が怪獣化した姿。蕾のような形状の分厚い強靭な外殻で構成された巨躯に、トゲが生えた4本の触手、長い顔に6つに割ける口という異形の姿を持つ。口のなかには白い人面が存在し、その内部にアカネが無数の手によって捕縛されている。攻撃手段は、触手に加えてアカネの悲鳴のごとき咆哮とともに放つ衝撃波や放電攻撃などがある。
再生産怪獣軍団全滅と前後して出現し、駆けつけたグリッドナイトと交戦した後は無理やり口を開けさせられてアンチの侵入を許し、アカネが引きずり出されたことによって活動を停止する。その後、グリッドマンが巨大アレクシスを封印したと同時に発生した衝撃波とともに光と化し、消滅する。
- デザインは前田真宏が担当。ガタノゾーアやタッコングのような怪獣というオーダーをもとに、アカネの内面をイメージしたデザインが行われている。アカネが中に閉じこもっている天の岩戸という設定から、硬い殻で覆われた怪獣ということとなった。

## 用語

### ツール
ジャンク
グリッドマンが宿ったパソコン。「JUNKSHOP絢」の売り物として店に陳列されており、山間部でのゴーヤベック戦では現地に運ぶために新世紀中学生によって購入されたが、戦闘後、再び店に買い戻される。
グリッドマンと連動しており、彼がピンチやエネルギー切れ寸前になると、備え付けのパトライトが明滅してサイレンが鳴り響き、火花や煙が噴出する。また、強制終了・再起動すると、出撃中のグリッドマンは再び画面の中へ、新世紀中学生はジャンクの前へと呼び戻される。
ナナシB戦直後、アカネによって破壊されるが、新世紀中学生が「絢」の商品のパーツで修復したことで再起動。グリッドマンと新世紀中学生が作中世界を去ると同時に「絢」の店内から姿を消す。
『グリッドマン ユニバース』ではディモルガンの登場に応じて「絢」に再び出現する。その後キャリバーが調整を行ったことで、レックスを含めた新世紀中学生全員の同時出動が可能となる。
- デザインは原作の造形を再現するようにオーダーされたことを受け、原作撮影時の写真をもとに、見えない部分を補うようにして行われている。また、ジャンクをキャラクターと捉える雨宮の方針から、メインでないカットでも一貫してセル画で描かれている。

プライマルアクセプター
グリッドマンから裕太に与えられたブレスレット型アイテム。平時はリストバンドによって隠されており、怪獣が出現するとGコールで裕太に存在を知らせる。
アレクシスとの最終決戦ではグリッドマンの覚醒にともない、本来の形状であるアクセプターに変化。新世紀中学生やアンチの腕にも装着され、全員でアクセスフラッシュを行う。

### 場所・地名
ツツジ台（）
本作品の舞台となる東京都ネリマ市に存在する街。
その実態はアカネによってコンピュータ・ワールドに作られた世界。裏設定ではこの街=世界が作られてまだ半年足らずであるという。住人は全員アカネを好きになるように設定された人工生命体レプリコンポイドであり、与えられた記憶で自分を人間と信じ込み日々暮らしている。次第に発生し出した、アカネの思い通りにならなくなった存在はイレギュラーとして怪獣に抹殺され、被害はベノラによって修復される。街の外には何もなく、住人は外に出ようとするとガスに巻かれて眠くなる。学校行事などでアカネが止むを得ず外に出る場合は専用の場所が作られ、用が済めば破壊される。街のはるか上空には、蛍光色のラインが走った建造物群が上下逆さになって存在する。
街を管理していた毒煙怪獣の死亡後は記憶のリセットや修復が行われなくなり、街の外周を覆っていた霧も晴れた状態となる。アレクシスとの最終決戦の最中でグリッドマンが放ったグリッドフィクサービームにより、破壊された建造物は修復され、街の外も含めた地球そのものが形成される。
JUNKSHOP絢（）
六花ママが経営するジャンクショップ。店内には喫茶店が併設されており、グリッドマン同盟や新世紀中学生の行動拠点となっている。

## 主題歌
「UNION」
OxTによるオープニングテーマ。作詞・作曲は大石昌良、編曲はTom-H@ck。第1・3・8・12回では劇中曲として使用。
「youthful beautiful」
内田真礼によるエンディングテーマ。第12回を除く全話で使用。作詞・作曲はRIRIKO、編曲は白戸佑輔。
劇中曲
「Believe」
第1・4・9・11・12回で使用。作詞・作曲は杉本竜一。
「心の瞳」
第1・10回で使用。作詞は荒木とよひさ、作曲は三木たかし。
「あなたへ―旅立ちに寄せるメッセージ」
第2・6回で使用。作詞・作曲は筒井雅子。
「夢飛行」
第4・8回で使用。作詞はしほり、作曲は光増ハジメ、編曲はEFFY、歌は三森すずこ。
「ふたつの勇気」
第4回で使用。原作の挿入歌で、カラオケ楽曲を使用。作詞は相田毅、作曲は戸塚修。
「夢のヒーロー」
原作のオープニングテーマ。第6回ではピアノソロを、第12回では原曲のテレビサイズを使用。作詞は大津あきら、作曲は鈴木キサブロー、編曲は岩本正樹、歌は坂井紀雄。
「若い翼は」
第7・9回で使用。作詞はきくよしひろ、作曲は平吉毅州。
「もっと君を知れば」
原作のエンディングテーマ。第12回でピアノソロを使用。作詞は大津あきら、作曲は鈴木キサブロー、編曲は岩本正樹。

## 各話リスト
| 話数 | サブタイトル | 絵コンテ        | 演出     | 作画監督                         | ヒロイック作画監督 | 総作画監督             |
| --- | ------------ | --------------- | -------- | -------------------------------- | ------------------ | ---------------------- |
| 第1回 | 覚・醒       | 雨宮哲          | 宮島善博 | 斉藤健吾                         | 牟田口裕基         | 坂本勝                 |
| 響裕太は、自身の名前を含めあらゆる記憶を喪失した状態で、宝多六花の家であるジャンクショップで目を覚ます。そして裕太は、店に陳列された古いパソコンに宿ったグリッドマンなる存在から、自分の使命を果たすように促される。翌日、同級生の内海将や新条アカネに助けられながら日常を送る裕太だったが、放課後、突如として怪獣グールギラスが街に現れる。裕太はグリッドマンに導かれるがまま彼と合体。実体化したグリッドマンは六花が送った内海の指示によってグールギラスを撃破する。 |              |                 |          |                                  |                    |                        |
| 第2回 | 修・復       | 雨宮哲          | 中園真登 | 中村真由美 杉本ミッシェル 坂本勝 | 牟田口裕基         | -                      |
| グールギラスを倒した翌日、裕太たちは被害を受けたはずの学校が修復され、さらに同級生の問川ら数名のクラスメイトがいないことに疑問を抱く。裕太たちはサムライ・キャリバーを名乗る男とクラスメイトの家を周り、問川たちが既に亡くなっていることを知る。一方、怪獣を生み出した張本人であるアカネは、今度は学級担任を殺すためにアレクシス・ケリヴと共に怪獣デバダダンを作り出す。裕太は被害を抑えるため、最適化されたグリッドマンと合体。グリッドマンは光線を弾くデバダダンに苦戦するが、キャリバーが変身したグリッドマンキャリバーを用いることで勝利を収める。 |              |                 |          |                                  |                    |                        |
| 第3回 | 敗・北       | げそいくお      | 高嶋宏之 | 竹田直樹 五十嵐海 坂本勝         | 牟田口裕基         | -                      |
| デバダダン戦から1週間が経過した雨の日、授業をさぼった六花は謎の少年と出会うが、少年は六花を無視し、アカネの指示を受けて怪獣アンチへと姿を変える。裕太とグリッドマンはアンチに立ち向かうが、人語を話すアンチを人間と思った裕太が攻撃を躊躇した結果、アンチに敗北する。意気消沈する内海と六花だったが、翌日、彼らの前にキャリバーの仲間であるマックス、ボラー、ヴィットが現れ、呼応するようにグリッドマンも待機状態から復活する。アンチと再戦するグリッドマンは、バトルトラクトマックスと合体してマックスグリッドマンとなり、アンチをエネルギー切れまで持ち込むことに成功する。 |              |                 |          |                                  |                    |                        |
| 第4回 | 疑・心       | 藤井辰己        | 藤井辰己 | 西川将貴                         | 牟田口裕基         | 斉藤健吾               |
| 六花とアカネは、なみことはっすが知り合ったYouTuber集団「Arcadia」と合コンすることとなる。気になった裕太は内海らと彼女たちを尾行し、裕太はその中で六花への好意を自覚する。一方、アカネは六花にグリッドマンや裕太について探りを入れようとするが、「Arcadia」の面々に邪魔されて失敗し、その怒りで怪獣ゴングリーを作り出す。翌日、「Arcadia」のメンバーが減ったことに気づいた六花は怪獣の存在に気づき、残ったメンバーを助けようとするが、そこにゴングリーが出現する。裕太とグリッドマンは、窮地に陥った六花たちを救出。アンチの乱入やジャンクのフリーズに見舞われながらも、ゴングリーを撃破する。 |              |                 |          |                                  |                    |                        |
| 第5回 | 挑・発       | 大嶋博之        | 金子祥之 | 半田修平 長谷川哲也 坂本勝       | 牟田口裕基         | -                      |
| 裕太たちのクラスは、校外学習の一環で山間部でのラフティングを体験する。そのなかでアカネは、裕太との会話から彼がグリッドマンに関係していると確信し、その近くに巨大な怪獣ゴーヤベックを出現させる。裕太は内海と六花のサポートで、ジャンクを運搬してきた新世紀中学生と合流。グリッドマンは、バスターボラーと合体したバスターグリッドマンとなり、アンチの介入をものともせずに強化された火力でゴーヤベックを撃破する。 |              |                 |          |                                  |                    |                        |
| 第6回 | 接・触       | 宮島善博        | 宮島善博 | 李少雷 劉雲留                    | -                  | 坂本勝 雨宮哲 斉藤健吾 |
| 裕太は校外学習でのアカネの問いかけから、彼女が怪獣の記憶を持っていると推察するものの、周囲に相談する機会を逃し悶々としていた。そんな折、裕太は怪獣を名乗る少女と遭遇し、押し切られる形で行動を共にする。裕太は少女からツツジ台の外には何も存在しないこと、怪獣を生み出す人物がアカネで、彼女が世界の創造主であることを告げられる。一方、グリッドマンが裕太であるとアカネから知らされたアンチは、少女と別れた直後の裕太を襲撃するが、キャリバーとマックスによって阻まれる。アンチは彼らに裕太を殺すとグリッドマンを倒せなくなる矛盾を指摘され、やむを得ず撤退する。 |              |                 |          |                                  |                    |                        |
| 第7回 | 策・略       | 大塚健          | 中園真登 | 中村真由美 杉本ミッシェル        | -                  | -                      |
| 裕太は怪獣少女から告げられた真相を内海や六花に話すが一笑に付される。放課後、裕太は本人に直接話を聞こうと決心するが、その矢先に自室に侵入したアカネと邂逅。アカネから手を組むように勧誘され、アレクシスの存在を知る。そんな時、アレクシスがアンチの頼みで生み出したUFOが夜の街に現れる。グリッドマンはいくら倒しても再生するUFOに苦戦するが、スカイヴィッターと合体したスカイグリッドマンになることで、上空でUFOを操る怪獣ヂリバーとアンチを発見し、2体を撃退する。戦闘後、内海たちはグリッドマンが戦闘中に見た上空の街の存在から裕太の話を信じることとなり、裕太はただ街を救うだけが使命でないと自覚する。一方、アンチは用済みと判断され、アレクシスに処分されかける。 |              |                 |          |                                  |                    |                        |
| 第8回 | 対・立       | 久場良忠        | 高嶋宏之 | 長谷川哲也 竹田直樹 坂本勝       | -                  | -                      |
| 裕太たちはアカネがアレクシスに利用されている可能性を話し合うが、そんな彼らにアカネは自ら正体を明かし、メカグールギラスを学園祭に出現させると告げる。学園祭が迫るなか、裕太が全アシストウェポンを同時出撃させる策を閃くが、徹底抗戦を主張する内海と話し合いによる解決を求める六花の間に対立が生まれる。2人はそれぞれアカネの説得を試みるが、アカネは聞く耳をもたない。裕太はお互いに気まずくなった2人の間にたちながら、新世紀中学生たちと被害を避けつつ怪獣を倒す策を練る。学園祭当日、グリッドマンは怪獣が暴れるより先に高校に出現することで生徒たちを避難させ、その後全てのアシストウェポンと合体したフルパワーグリッドマンの力でメカグールギラスを撃破する。 |              |                 |          |                                  |                    |                        |
| 第9回 | 夢・想       | 五十嵐海        | 金子祥之 | 五十嵐海 坂本勝                  | 牟田口裕基         | -                      |
| 怪獣バジャックによって深い眠りに落ちた裕太、内海、六花は、それぞれアカネを好きになる夢を見続ける。実体がなく、攻撃も受けつけないバジャックに太刀打ちできない新世紀中学生だったが、グリッドマンのグリッドキネシスによって裕太たちが夢の世界を認識したことでバジャックが実体化する。好機を逃さずアシストウェポンとなって出撃した新世紀中学生は、合体戦神パワードゼノンとなって怪獣を撃破する。戦闘後、夢でも裕太たちを懐柔できなかったアカネは茫然自失となり、アンチもグリッドマンが自分と戦う気が無いことを知る。 |              |                 |          |                                  |                    |                        |
| 第10回 | 崩・壊       | 佐竹秀幸        | 佐竹秀幸 | 川島勝 なつのはむと              | 牟田口裕基         | 半田修平 雨宮哲 坂本勝 |
| バジャック戦後、スランプに陥ったアカネは怪獣ナナシAを作り出すが、フルパワーグリッドマンに容易く倒される。一方、アンチも人間に近づきすぎたがゆえに生物に近い存在になったことに苦悩する。そんな中、残ったままの死体からナナシBが現れ、グリッドマンを撃破寸前まで追い詰める。そこへ命の意味を探す決意をしたアンチが助けに入り、グリッドマンのすべてをコピーしたグリッドナイトとなってナナシを撃破する。戦闘後、裕太たちはアカネと邂逅するが、アカネは説得を試みる裕太をカッターで刺突する。 |              |                 |          |                                  |                    |                        |
| 第11回 | 決・戦       | 中園真登        | 中園真登 | 中村真由美 竹田直樹              | 浅野元             | 坂本勝                 |
| 昏睡状態となった裕太をよそに、ナナシ戦の被害と記憶がリセットされない街には、アレクシスによって再生産怪獣軍団が出現する。アンチは六花たちに助けられた礼としてグリッドナイトに変身し、出撃できない新世紀中学生たちに代わって孤軍奮闘する。一方、裕太は夢でグリッドマンと邂逅し、自身が響裕太という人物に宿ったグリッドマンの一部であることに気づく。ジャンクの再起動によって昏睡状態から目覚めた裕太は、引き留める内海を振り払ってアシストウェポンとともに劣勢のグリッドナイトの下に参上し、すべての怪獣を撃破する。そのころ六花はアカネを捜し当てたが、アレクシスによってアカネ自身が怪獣と化してしまう。 |              |                 |          |                                  |                    |                        |
| 第12回 | 覚醒         | 雨宮哲 半田修平 | 宮島善博 | 杉本ミッシェル 長谷川哲也        | 牟田口裕基         | 坂本勝                 |
| 怪獣ゼッガーと化したアカネを止めるため、アンチは特攻の末にゼッガーの内部からアカネを助け出す。しかしそこに現れたアレクシスによってアンチは重傷を負い、アレクシスはアカネを取り込んで自ら巨大化する。一方、六花や内海と合流した裕太は、全ての決着をつけるために新世紀中学生やアンチとアクセスフラッシュを敢行。戦闘コード「GRIDMAN」によって、グリッドマンは電光超人としての本来の姿に覚醒する。無限の命が生む再生力を見せつけるアレクシスに追い詰められるグリッドマンだったが、エネルギー切れ寸前で自らに命を治す力があることを思い出し、グリッドフィクサービームによってアカネの心を救い出し、アレクシスの封印に成功する。戦闘後、アカネは六花に自分の非道を詫び、元の世界へ帰還。裕太から分離したグリッドマンと新世紀中学生たちも、内海と六花に別れを告げてハイパーワールドに帰還する。アンチはアノシラス親子に救われて一命をとりとめ、現実世界でアカネが目を覚ますシーンで物語は幕を閉じる。 |              |                 |          |                                  |                    |                        |

## 放送局・配信元
| 放送期間                 | 放送時間                     | 放送局        | 対象地域   | 備考                                                |
| ------------------------ | ---------------------------- | ------------- | ---------- | --------------------------------------------------- |
| 2018年10月7日 - 12月23日 | 日曜 0:00 - 0:30（土曜深夜） | WOWOWプライム | 日本全域   | BS/CS放送 / 『アニメプレミア』枠 / リピート放送あり |
|                          | 日曜 1:00 - 1:30（土曜深夜） | TOKYO MX      | 東京都     |                                                     |
|                          |                              | BS11          | 日本全域   | 製作参加 / BS放送 / 『ANIME+』枠                    |
|                          | 日曜 2:08 - 2:38（土曜深夜） | 毎日放送      | 近畿広域圏 | 製作参加 / 字幕放送 / 『アニメシャワー』第1部       |

| 配信開始日     | 配信時間               | 配信サイト |
| -------------- | ---------------------- | --- |
| 2018年10月7日  | 日曜 12:00 更新        | dアニメストア Netflix Amazonプライム・ビデオ Hulu バンダイチャンネル ビデオパス J:COMオンデマンド ひかりTV U-NEXT アニメ放題 FOD あにてれ WOWOWメンバーズオンデマンド Rakuten TV ビデオマーケット DMM.com HAPPY!動画 MBS動画イズム |
| 2018年10月14日 | 日曜 23:30 - 月曜 0:00 | ニコニコ生放送 |
| 2018年10月15日 | 月曜 0:00 更新         | GYAO! ニコニコチャンネル TVer |

## BD / DVD
| 巻  | 発売日         | 収録話          | 規格品番   | 規格品番   | 規格品番       |
| 巻  | 発売日         | 収録話          | BD         | DVD        | きゃにめ特装版 |
| --- | -------------- | --------------- | ---------- | ---------- | -------------- |
| 1   | 2018年12月19日 | 第1回 - 第3回   | PCXP-50621 | PCBP-53731 | SCXP-00081     |
| 2   | 2019年1月16日  | 第4回 - 第6回   | PCXP-50622 | PCBP-53732 | SCXP-00082     |
| 3   | 2019年2月20日  | 第7回 - 第9回   | PCXP-50623 | PCBP-53733 | SCXP-00083     |
| 4   | 2019年3月20日  | 第10回 - 第12回 | PCXP-50624 | PCBP-53734 | SCXP-00084     |
| BOX | 2021年2月17日  | 第1回 - 第12回  | PCXP-60111 | -          | SCXP-00091     |

## 関連メディア

### 劇場総集編
2023年1月20日に全12話をまとめた劇場総集編が東宝映像事業部配給で公開された。監督はテレビシリーズで助監督を務めた金子祥之が担当し、雨宮は総監督としてクレジットされる。

### Webラジオ
Webラジオ『アニメGRIDMAN ラジオ とりあえずUNION』が音泉にて2018年10月5日から2020年7月10日まで配信された。2018年内は毎週金曜に更新だったが、放送終了後の2019年以降は第25回までが隔週金曜、第26回から最終回までが毎月第2金曜日に更新された。パーソナリティは響裕太役の広瀬裕也と宝多六花役の宮本侑芽。

### ボイスドラマ
YouTubeにて本編放送直後から1週間限定で配信された、雨宮哲描き下ろしのボイスドラマ。当初はTsuburaya Prod. Official Channelより配信されたが、途中よりぽにきゃんの公式チャンネルにて配信された。限定エピソードを含めて、映像ソフトの各巻特典CDに収録される。
| 話数           | サブタイトル               | 登場人物                                                                       |
| -------------- | -------------------------- | ------------------------------------------------------------------------------ |
| 第1.1回        | 教室じゃ話しにくい         | 宝多六花、なみこ、はっす                                                       |
| 第2.2回        | この人、空気に乗らない人   | 響裕太、グリッドマン、内海将、サムライ・キャリバー、六花ママ                   |
| 第2.9回        | 私の命令は絶対だからね     | 新条アカネ、アレクシス・ケリヴ、アンチ                                         |
| 第3.3回        | でもでも本当は             | 響裕太、宝多六花、内海将、なみこ、はっす                                       |
| 第4.4回        | 順番                       | 宝多六花、六花ママ                                                             |
| 第5.5回        | グリッドマンは悪くない     | 響裕太、グリッドマン、内海将、サムライ・キャリバー、マックス、ボラー、ヴィット |
| 第6.6回        | 新世紀中学生って何ですか？ | 響裕太、内海将、宝多六花、マックス、ボラー                                     |
| 第6.n回        | だまされやすいね           | 内海将、新条アカネ                                                             |
| 第7.7回        | 罰としてリュック開けよう   | なみこ、はっす                                                                 |
| 第8.8回        | 学園祭で口喧嘩してる親子   | 宝多六花、ヴィット、六花ママ                                                   |
| 第9.9回        | 反省します反省しました     | サムライ・キャリバー、マックス、ボラー、ヴィット、六花ママ                     |
| 第9.99999999回 | あの日のこと               | 響裕太、新条アカネ                                                             |
| 第10.10回      | だるい絡まれ方             | 響裕太、内海将、なみこ、はっす                                                 |
| 第11.11回      | 怪獣が居る街で             | 内海将、宝多六花                                                               |
| 第12.12回      | 帰ってきたアカネ           | 内海将、宝多六花、新条アカネ？                                                 |
| 劇場総集編     | ひねくれ者でも             | 内海将、はっす                                                                 |

### 漫画
下記作品の連載に先駆けてアンソロジー本が発売されている。
SSSS.GRIDMAN 姫とサムライ
『月刊コミックアライブ』2019年12月号から2022年4月号まで連載された。作画は戸流ケイ。久月 姫（）とツツジ台に来る前のサムライ・キャリバーが協力して怪獣に挑む姿を描く作品。
SSSS.GRIDMAN 新世紀中学生日記
『月刊コミックアライブ』2019年12月号より2020年12月号まで連載。作画はあり子。新世紀中学生たちの日常を描くコメディ作品。
SSSS.GRIDMAN
『少年ジャンプ+』で2019年11月30日から2021年12月11日まで配信された本編コミカライズ作品。作画は今野ユウキ。
戦国グリッドマン
『月刊少年チャンピオン』2020年6月号から2021年6月号まで連載。作画は田村ゆうき。他の漫画とは異なり、戦国時代を舞台とした物語が展開される。
新世紀中学生の執事カフェ
『月刊少年チャンピオン』2020年6月号から2021年5月号まで連載。作画は迫ミサキ。執事カフェになった「絢」を舞台に、宝多六花と新世紀中学生を中心としたコメディが描かれる。
グリッドマン・ドグマ
『くらげバンチ』（新潮社）にて2021年4月13日から2022年4月26日まで連載。作画は佐塚弾純。本編の戦いに参戦できなかった新世紀中学生のメンバーと異形のグリッドマンを中心とした物語が展開される。
なお、本作品に限っては作品の設定を元にしたIFの物語であり、作中設定が原作と同一ではないことが明言されている。

#### 書誌情報
いずれも原作は『SSSS.GRIDMAN』表記。
- 今野ユウキ 『SSSS.GRIDMAN』 集英社〈ジャンプ・コミックス〉、全6巻
  1. 2020年3月4日発売[175]、ISBN 978-4-08-882246-4
  2. 2020年5月13日発売[176]、ISBN 978-4-08-882286-0
  3. 2020年10月2日発売[177]、ISBN 978-4-08-882490-1
  4. 2021年2月4日発売[178]、ISBN 978-4-08-882572-4
  5. 2021年9月3日発売[179]、ISBN 978-4-08-882784-1
  6. 2022年1月4日発売[180]、ISBN 978-4-08-882883-1
- 戸流ケイ 『SSSS.GRIDMAN 姫とサムライ』 KADOKAWA〈MFコミックス アライブシリーズ〉、全3巻
  1. 2020年5月23日発売[181]、ISBN 978-4-04-064628-2
  2. 2021年3月23日発売[182]、ISBN 978-4-04-680187-6
  3. 2022年5月23日発売[183]、ISBN 978-4-04-680871-4
- あり子 『SSSS.GRIDMAN 新世紀中学生日記』 KADOKAWA〈MFコミックス アライブシリーズ〉、全2巻
  1. 2020年5月23日発売[184]、ISBN 978-4-04-064631-2
  2. 2020年12月23日発売[185]、ISBN 978-4-04-680032-9
- 田村ゆうき『戦国グリッドマン』 秋田書店〈少年チャンピオン・コミックス〉、全3巻
  1. 2020年9月8日発売[186]、ISBN 978-4-253-22981-4
  2. 2021年3月8日発売[187]、ISBN 978-4-253-22982-1
  3. 2021年7月8日発売[188]、ISBN 978-4-253-22983-8
- 迫ミサキ 『SSSS.GRIDMAN 新世紀中学生の執事カフェ』 秋田書店〈少年チャンピオン・コミックス〉、全2巻
  1. 2020年10月8日発売[189]、ISBN 978-4-253-22991-3
  2. 2021年6月8日発売[190]、ISBN 978-4-253-22992-0
- 佐塚弾純 『グリッドマン・ドグマ』 新潮社〈BUNCH COMICS〉、既刊1巻（2021年5月8日現在）
  1. 2021年5月8日発売[191]、ISBN 978-4-10-772382-6
- 『SSSS.GRIDMAN ANTHOLOGY』2019年2月8日発売、ISBN 978-4-04-065550-5
- 『SSSS.GRIDMAN コミックアンソロジー SIDE:新条アカネ』2019年4月27日発売、ISBN 978-4-04-912505-4
- 『SSSS.GRIDMAN コミックアンソロジー SIDE:宝多六花』2019年4月27日発売、ISBN 978-4-04-912504-7

### 小説
SSSS.GRIDMAN NOVELIZATIONS
ガガガブックス（小学館）より刊行。物語はテレビアニメの第8回から第9回の間を舞台としており、本編では描かれなかった戦いが描かれる。
- 水沢夢（著）・bun150（イラスト）、小学館〈ガガガブックス〉、全2冊
  - 『SSSS.GRIDMAN NOVELIZATIONS Vol.1 〜もう一人の神〜』2019年9月19日発売[192]、ISBN 978-4-09-461126-7
  - 『SSSS.GRIDMAN NOVELIZATIONS Vol.2 〜世界終焉の怪獣〜』2020年2月19日発売[193]、ISBN 978-4-09-461135-9

小説 SSSS.GRIDMAN ANOTHER LOAD
ホビージャパンより刊行。ボラーとヴィットを主人公としており、本編以前にあったかもしれない物語が描かれる。
- 皐月彩（著）・うりも（イラスト）、ホビージャパン
  - 『小説 SSSS.GRIDMAN ANOTHER LOAD』2020年5月30日発売[194]、ISBN 978-4-09-461126-7

#### 登場怪獣（小説）
黒アカネ
『NOVELIZATIONS』に登場。アカネと五感を共有するというコンセプトで製作されたが、実際はアカネが創造物に報復される不安から作成された経緯をもつ。そのため、黒髪で眼鏡を着用している点を除けばアカネと同じ容姿に擬態している。
完成直後は実体化しなかったため失敗作として処理されるが、アカネがメカグールギラス戦後に自信を喪失したことを感知して自動的に起動。ツツジ台にいる者たちの記憶と日付を裕太がグリッドマンと出会った日まで改変すると、アレクシスの助力を得てこれまで出現した怪獣をグリッドマン同盟に差し向け、次第にアカネの性格を習得し始める。
覆水不返怪獣 ガイヤロス
黒アカネが生み出した植物の怪獣。1度目は種子の状態で登場。しかし黒アカネが完全にアカネになりきれていなかったため中身がなく、ほかの怪獣とセットで登場する。2度目は赤錆色の「ガイヤロスα」と青錆色の「ガイヤロスσ」が登場し、形状も種子から五芒星状の花弁を開いた花の形状となる。
ガイヤロス∞
3度目の戦いでガイヤロスαとσが合体した姿。その名の通りメビウスの帯を想起させる形状となる。

### 舞台
脚本は水沢夢、脚本および演出は松崎史也。2020年5月より東京および大阪にて上演予定だったが、新型コロナウイルス感染症の影響で公開延期となった。
予定されていたキャスト

- サムライ・キャリバー - 高橋良輔
- マックス - 横山真史
- ボラー - 奥井那我人
- ヴィット - 川隅美慎
- 阿瀬川健太
- 石川凜果
- 北村健人
- 鈴木桃子
- 高橋紗妃
- 深澤大河
- 船木政秀
- 三好大貴
- アンサンブル - 乙木勇人、加藤正成、仲野泰平、毛利光汰

### 雑誌企画
雑誌『電撃G's magazine』にて発表される円谷プロの公認企画『ウルトラ怪獣擬人化計画』で、グールギラス、デバダダン、ゴングリー、バジャックの擬人化イラストが掲載された。

### ゲーム・アプリ
ゲシュタルト・オーディン
2018年10月にリリースされたiOS / Android用アプリゲーム。
本作品よりグリッドマンが登場。
グリッドマン アラーム -If your smile-
2019年5月16日にリリースされたiOS / Android用アプリ。
宝多六花と新条アカネのアラームアプリ。
プロジェクト東京ドールズ
2017年6月にリリースされたiOS / Android用アプリゲーム。
2019年5月15日から6月3日までの期間で本作品とのコラボレーションイベントを開催。
戦姫絶唱シンフォギアXD UNLIMITED
2017年6月にリリースされたiOS / Android用アプリゲーム。
2019年5月31日から6月13日までの期間で本作品とのコラボレーションイベントを開催。
機動戦隊アイアンサーガ
2018年6月にリリースされたiOS / Android用アプリゲーム。
2020年8月31日から9月29日までの期間で本作品とのコラボレーションイベントを開催。2021年3月1日から31日には復刻イベントが開催された。
ビビッドアーミー
2019年3月にリリースされたiOS / Android用アプリゲーム。
2021年6月に本作品および『SSSS.DYNAZENON』とのコラボイベントを開催。
スーパーロボット大戦30
2021年10月にリリースされたNintendo Switch、PlayStation 4、Steam用ゲームソフト。本作品のキャラクター・メカニック・怪獣が登場する。
アズールレーン
2017年9月にリリースされたiOS / Android用アプリゲーム。
2021年11月25日から12月9日まで期間限定で本作品および『SSSS.DYNAZENON』とのコラボイベントを開催。
スーパーロボット大戦DD
2019年8月よりリリースされているiOS / Android用アプリゲーム。
2023年3月に期間限定参戦イベントを開催。テレビ版名義でグリッドマンが単独で登場する。特別出演として、『グリッドマン ユニバース』に登場するグリッドマン（Universe Fighter）も登場する。なお、2023年11月より恒常参戦作品に変更された。

### パチンコ
フィールズによる『スマパチ SSSS.GRIDMAN』が稼働予定。

## 関連商品

### アクションフィギュア
- メガハウス[208]
  - アクティビルダー SSSS.GRIDMAN グリッドマン - 2019年3月21日発売。
  - アクティビルダー SSSS.GRIDMAN DX アシストウェポン セット - 2019年3月21日発売。
- グッドスマイルカンパニー
  - 超合体超人 DXフルパワーグリッドマン[209] - 2019年5月発売。
  - figma グリッドマン[209]
  - figma 新条アカネ[209]
  - figma 宝多六花[209]
  - figma グリッドナイト[209]
  - ねんどろいど グリッドマン SSSS ver.[209] - 2019年6月発売。
  - ねんどろいど グリッドマン SSSS DX ver.[209] - 2019年6月発売。
  - ねんどろいど 新条アカネ[209]
  - ねんどろいど 宝多六花[209]
- バンダイキャンディ事業部
  - スーパーミニプラ SSSS.GRIDMAN[210] - 2019年9月発売。
  - スーパーミニプラ SSSS.GRIDMAN グリッドナイト&グリッドマン (Initial Fighter) セット[211] - 2019年9月発売。
- アゾンインターナショナル
  - 1/6ピュアニーモキャラクターシリーズNo.115 SSSS.GRIDMAN 新条 アカネ[212]
  - 1/6 ピュアニーモキャラクターシリーズNo.116 SSSS.GRIDMAN 宝多 六花[213]
- EVOLUTIN TOY
  - HAF グリッドマン ～アニメ版～
  - HAF グリッドナイト
  - HAF グリッドマン ～イニシャルファイター～

### 完成品フィギュア
- プルクラ[214]
  - SSSS.GRIDMAN 1/6スケール 「新条アカネ」
  - SSSS.GRIDMAN 1/6スケール 「宝多六花」
- バンダイキャンディ事業部
  - SSSS.GRIDMAN STYLING 新条アカネ＆宝多六花セット[215] - 2019年8月発売。

### ソフトビニール人形
- FineΦClover[208]
  - Strong Style Sofvi Series/GRIDMAN[216] - 2018年12月発売。BD第4巻の特装版には同商品のInitial Fighterカラーが付属する[217]。
  - Strong Style Sofvi Series / GRIDKNIGHT[218] - 2019年9月発売。

### その他
- FineΦClover[208]
  - SSSS GRIDMAN ラバーマスコットVol.1/ Vol.2 - 2018年12月発売。
- グッドスマイルカンパニー
  - SSSS.GRIDMAN 抱き枕カバー[209]
  - SSSS.GRIDMAN B2描きおろしタペストリー[209]
  - SSSS.GRIDMAN クリアファイル[209]
  - SSSS.GRIDMAN アクリルキーチェーン[209]
- UNION MUSIC VIDEO/Making of UNION - 2019年3月20日発売。OP主題歌「UNION」のミュージックビデオとメイキングを収録。雨宮哲監督企画・協力によるドラマパートも収録されている。